# Газозбірна мережа
Газозбірна мережа (рос.газосборная сеть; англ. gas collector network; нім. Gassammelnetz n) – при видобуванні газу - система газопроводів, призначена для збирання і транспортування газу від свердловин на газозбірні пункти, а потім на головні споруди газопроводу магістрального за рахунок використання його пластової енергії. 
Г.м. містить: газопроводи від однієї-двох свердловин до устаткування комплексної підготовки газу або до газозбірного колектора; газозбірний колектор. Система газозбірного колектора визначається конфігурацією і розмірами родовища, сіткою розміщення і дебітом окремих свердловин, кількістю і характеристикою продуктивних пластів, технологічною схемою промислової підготовки газу до транспортування, вимогами, які висуваються щодо надійності подавання газу з промислу. 
Газозбірні колектори споруджуються лінійними, променевими, кільцевими, груповими і змішаними. На сучасних промислах основна система колекторів – групова. Газозбірний колектор (Г.к.) може бути єдиним для родовища і окремим для збирання газів із різних продуктивних пластів у випадку, якщо вони відрізняються вмістом вуглеводневого конденсату, кислих компонентів, величиною пластового тиску. Діаметр Г.к. – 100–1400 мм. Величина діаметра в лінійних і променевих Г.к. звичайно не постійна і збільшується в міру підключення окремих свердловин або групових пунктів. Діаметр кільцевих і змішаних групових колекторів, як правило, постійний і визначається з умов повного забезпечення подавання газу в період ліквідації аварій. Тиск в Г.м. визначається технологією промислової підготовки і магістральним транспортуванням газу. На ділянці Г.м. від свердловин до газозбірних пунктів максимальна величина його 20 МПа, від збірних пунктів до магістрального газопроводу 7,5–10 МПа. Г.м. прокладають на глибину промерзання ґрунту (звичайно на 1–1,5 м від верхньої твірної труби). В районах поширення вічномерзлих порід застосовують наземні (присипані ґрунтом) Г.м. При переході через водні перешкоди і заболочені ділянки споруджують надземні Г.м. (на палях). Для захисту труб від корозії використовують антикорозійну ізоляцію, а також активну електроізоляцію. 